# Billy Clayson
William James "Billy" Clayson (12. juli 1897 – 1973) var en engelsk fodboldspiller. 
Han spillede for Northampton Compton, Wellingborough Town, Brentford, Crewe Alexandra, Barnsley, Chesterfield, Scarborough, Torquay United, York City og Scarborough Junior Imperial.